# Chaupi Orco
O Nevado Chaupi Orco (quechua: Chawpi Urqu, "serra central") é uma grande montanha de 6.044 m que se encontra nos limites da fronteira de Peru e Bolívia, na Cordilheira de Apolobamba, a qual é compartilhada pelos dois países: ao Peru corresponde 25% e à Bolívia os 75% restantes. O Chaupi Orco é mais frequentado e escalado pelo território boliviano, por ser mais acessível.
A primeira exploração ao Chaupi Orco data do ano de 1932 por uma equipe alemã, que o escalou no ano de 1957; também neste ano a expedição italiana composta por C. Frigieri, R. Merendi, C. Zomboni, G. Sterna, Andrea Oggioni e outros realizaram a primeira ascensão integral do Chaupi Orco.